# Hưng Tân (xã)
Hưng Tân là một xã thuộc huyện Hưng Nguyên, tỉnh Nghệ An, Việt Nam.